# Kaiser Friedrich III. (Schiff)
Die Kaiser Friedrich III. war ein Linienschiff der Kaiserlichen Marine. Benannt nach Friedrich III. (1831–1888), deutschem Kaiser und König von Preußen, war sie das Typschiff der ersten Neubauten seit der Brandenburg-Klasse, die zunächst als Kaiser-Klasse, nach der Indienststellung der Großlinienschiffe der „neuen Kaiser-Klasse“ dann als Kaiser-Friedrich-Klasse oder auch als „alte Kaiser-Klasse“ bezeichnet wurden.
Das Schiff wurde als Panzerschiff I. Klasse „Ersatz Preußen“ 1895 auf der Kaiserlichen Werft Wilhelmshaven unter der Baunummer 22 auf Kiel gelegt, wobei Kaiser Wilhelm II., der Sohn des Namensgebers, den ersten „Nagel“ einschlug. Im Jahre 1899 erfolgte die Umklassifizierung zum Linienschiff.

## Geschichte
Das Schiff befand sich nach der Indienststellung am 7. Oktober 1898 bis zum Februar 1899 in der Erprobungsphase und war nach der Erledigung kleiner Restarbeiten ab dem 21. Oktober 1899 im aktiven Dienst als Flaggschiff des I. Geschwaders. In diesem Verband versah es seinen Flottendienst, nahm an Manövern und Ausbildungsreisen teil und erfüllte als Begleitschiff für die Kaiserjacht Hohenzollern im Dezember 1899 repräsentative Aufgaben. Nach einer schweren Havarie stellte man das Schiff schon 1901 für ein dreiviertel Jahr außer Dienst. Im Jahr 1907 stellt man das Schiff erneut außer Dienst. Es wurde von 1908 bis 1910 grundlegend umgebaut und modernisiert. Danach gehörte es als Beischiff der Reserve-Formation der Ostsee an.
Mit Kriegsausbruch 1914 erfolgte die Reaktivierung und Zuteilung zum V. Geschwader. Die Verwendung beschränkte sich anfangs auf den Küstenschutz in der Nordsee und sporadische Unternehmungen in der Ostsee. Ab März 1915 wurde das Schiff zusammen mit den anderen Schiffen seiner Klasse aus der Front gezogen und die Besatzung reduziert. Die endgültige Außerdienststellung erfolgte am 20. November 1915, wobei das Schiff umgehend desarmiert (die 24-cm-Geschütze kamen als Eisenbahnbatterie an die Westfront) und als Gefangenenwohnschiff zunächst in Kiel, später in Flensburg genutzt wurde. Die Abbrucharbeiten begannen nach der Streichung aus der Flottenliste 1920 in Kiel-Nordmole.
Die Bugzier der Kaiser Friedrich III. befindet sich im Militärhistorischen Museum der Bundeswehr in Dresden.

## Umbau
Während des großen Umbaus wurde das Aussehen wesentlich verändert. Die zwei Decks hohen Mittschiffsaufbauten wurden entfernt und die Schornsteinummantelungen auf die untere Hälfte beschränkt. An die Stelle der martialisch anmutenden Gefechtsmasten traten schlanke Masten mit Stenge. Die vier 15-cm-Kassemattgeschütze der Mittelartillerie im Batteriedeck wurden ausgebaut, die leichte Artillerie um zwei 8,8-cm-Geschütze verstärkt und ihre Aufstellung verändert, wohingegen die vorhanden zwölf Maschinenkanonen wegfielen. Ebenso wurde das schwenkbare 45-cm-Überwasser-Torpedorohr im Heck entfernt. Die vormals plumpen und topplastigen Schiffe machten nach dem Umbau einen ziemlich kahlen Eindruck.

## Havarie vom 2. April 1901

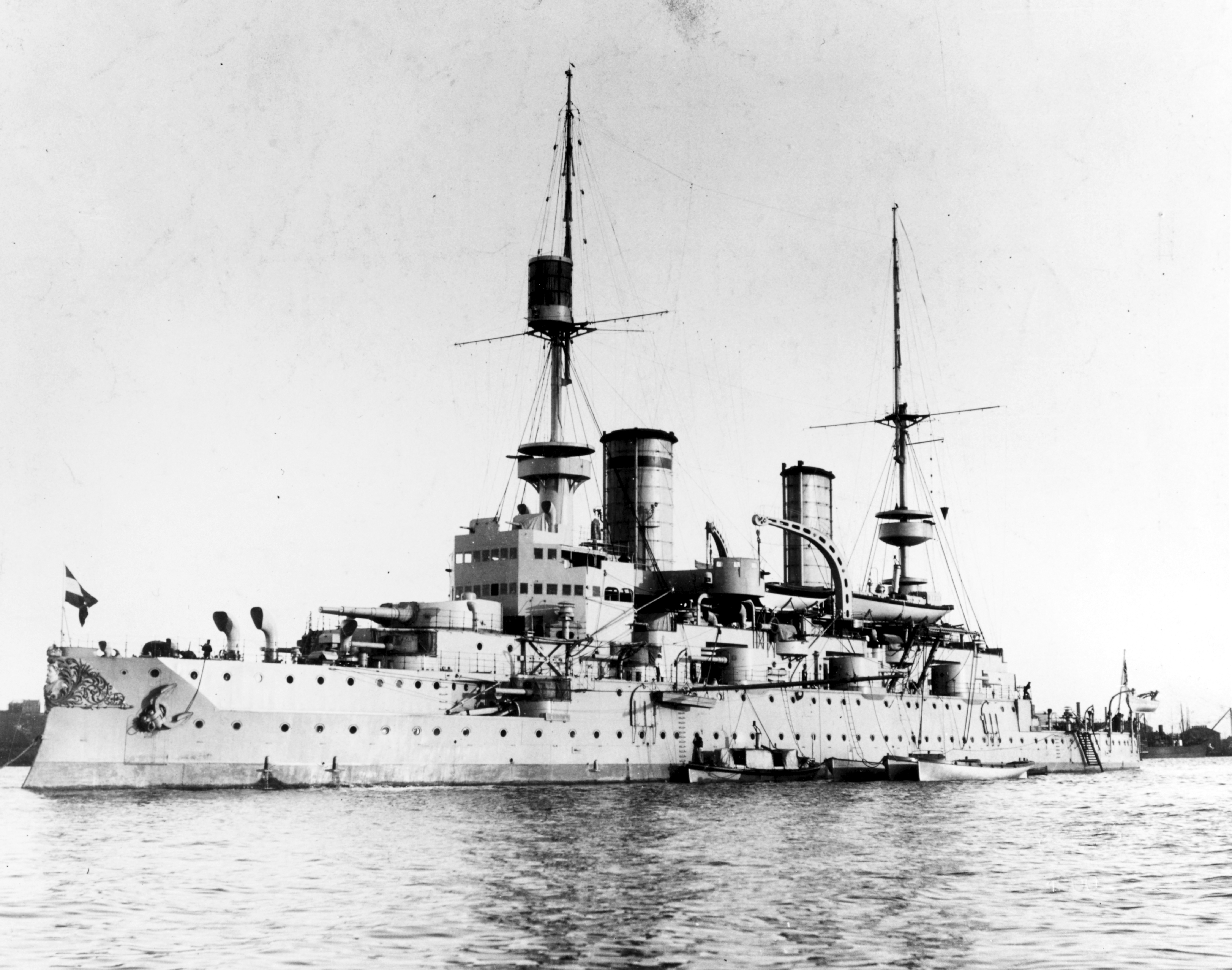
Kaiser Friedrich III.

An diesem Tag befand sich das I. Geschwader auf dem Marsch von Danzig nach Kiel. Während einer forcierten Fahrt saugte sich das Schiff nachts um 1:23 Uhr nahe der Untiefe Adlergrund nördlich Rügen aufgrund des Flachwassereffekts über einen halben Meter tiefer als normal in die See und hatte dabei eine schwere Grundberührung, wobei über die Hälfte des Schiffsbodens aufgerissen wurde. Die Kielplatte und der Rudersteven brachen. Noch während der Lecksicherungsarbeiten brach im mittleren Heizraum durch Selbstentzündung von Teeröl an den heißen Kesseln ein Brand aus. Darauf wurden umgehend die Munitionskammer sowie der betroffene Kesselraum geflutet. Nachdem es tagsüber gelungen war, die Seitenmaschinen wieder in Betrieb zu nehmen, konnte mit 5 kn Fahrt und den Schrauben steuernd langsam Kurs auf Kiel genommen werden. Gegen 23 Uhr kam es in einigen Bunkern zu einem Schwelbrand der Kohlen, der jedoch rechtzeitig vor der Selbstentzündung erstickt werden konnte. Nach dem Einlaufen in Kiel erfolgte die Außerdienststellung und bis zum November des Jahres die Instandsetzung bei der Bauwerft.
Die Havarie des Schiffes mit ihren zahlreichen zum Teil komplizierten Folgeschäden vermittelte der Marine eine Reihe nutzbringender Erfahrungen, wobei als erstes die Erkenntnis stand, dass gut ausgebildetes und diszipliniertes Personal solchen außergewöhnlichen Situationen mit vollem Vertrauen begegnen kann.

## Kommandanten
7. Oktober 1898 bis 19. Februar 1899
- Korvettenkapitän mit Oberstleutnantsrang/Fregattenkapitän Wilhelm Kindt: von Oktober 1898 bis Februar 1899
- Kapitän zur See Hugo Westphal: Februar 1899

21. Oktober 1899 bis 4. Mai 1901
- Kapitän zur See Erich von Dresky: von Oktober 1899 bis September 1900
- Kapitän zur See August Thiele: von September 1900 bis Mai 1901

1. November 1901 bis 30. September 1907
- Kapitän zur See August Thiele: von November 1901 bis September 1902
- Kapitän zur See Max von Basse: von September 1902 bis September 1903
- Kapitän zur See Hugo Emsmann: von September 1903 bis September 1905
- Kapitän zur See Hugo Kinderling: von September 1905 bis September 1907

2. August 1910 bis 15. September 1910
- Kapitän zur See Wilhelm Sthamer

31. Juli 1911 bis 15. September 1911
- Kapitän zur See Carl Schaumann

7. August 1914 bis 20. November 1915
- Kapitän zur See Alfred Begas: von August 1914 bis Januar 1915
- Korvettenkapitän Alfred Lassen: von Januar 1915 bis März 1915 in Vertretung
- Kapitän zur See Friedrich Behncke: März/April 1915

Reduzierte Besatzung:
- Korvettenkapitän Rudolf Tietze: April 1915
- Fregattenkapitän Wilhelm Bunnemann: von April 1915 bis August 1915
- Kapitänleutnant der Seewehr Paul Wiehr: von August 1915 bis Oktober 1915 als Erster Offizier mit der Wahrnehmung der Geschäfte beauftragt
- Kapitänleutnant der Seewehr Johannes Bähr: Oktober/November 1915 als Erster Offizier mit der Wahrnehmung der Geschäfte beauftragt